# 吉澳海
吉澳海（英語：Crooked Harbour）是位於香港新界東北部的一個海域，連接印洲塘和大鵬灣。吉澳海因位於海域內的吉澳而得名，而海域內亦有北區青洲、墳洲、雞公頭、雞公排等島嶼。